# Ines Claus
Ines Claus (ur. 28 lipca 1977 w Bochum) – niemiecka polityk i prawniczka, działaczka Unii Chrześcijańsko-Demokratycznej (CDU), posłanka do landtagu Hesji.

## Życiorys
W 1997 roku zdała egzamin maturalny w Maria-Ward-Schule w Moguncji. Następnie studiowała prawo i nauki polityczne na Uniwersytecie im. Johanna Wolfganga Goethego we Frankfurcie nad Menem. W 2003 roku uzyskała pierwsze państwowe egzaminy prawnicze, a w latach 2003–2005 odbyła aplikację prawniczą w Darmstadcie, Brukseli i Strasburgu. Drugi egzamin państwowy zdała w 2005 roku ze specjalizacją z prawa państwowego i europejskiego.
Od 1998 do 2003 roku była pracownikiem naukowym w kancelarii Freshfields (specjalizacja: prawo gospodarcze), a następnie pracowała w CDU Main-Taunus i jako adwokatka w Hofheim i Bischofsheim. W latach 2005–2006 była pracownikiem naukowym w Instytucie Maxa Plancka ds. europejskiej historii prawa. Od 2006 do 2010 była osobistą referentką przewodniczącego Landtagu Hesji i zastępczynią rzecznika prasowego. W 2010 objęła stanowisko kierowniczki ds. Europy i stosunków międzynarodowych w Landtagu Hesji. Od 2014 była szefową gabinetu przewodniczącego parlamentu. W latach 2016–2018 przebywała na urlopie wychowawczym. W latach 2016–2018 ponownie pełniła funkcję kierowniczki ds. Europy i stosunków międzynarodowych w Landtagu Hesji.
Do CDU wstąpiła w 1998 roku. W latach 2000–2017 była członkiem zarządu CDU Bischofsheim, a w latach 2001–2009 i 2016–2018 zasiadała w gminnej radzie tej miejscowości. W 2017–2018 była zastępczynią przewodniczącej frakcji CDU w radzie gminy. Od 2010 roku pełni funkcję wiceprzewodniczącej CDU w powiecie Groß-Gerau, od 2012 – CDU w regionie Südhessen, a od 2022 roku – członkini prezydium CDU Niemiec. Jest także członkinią zarządu CDU Trebur.
W grudniu 2018 roku została po raz pierwszy wybrana do Landtagu Hesji jako posłanka z okręgu Groß-Gerau II. W kwietniu 2020 objęła stanowisko przewodniczącej frakcji CDU.